# Anomala martini
Anomala martini är en skalbaggsart som beskrevs av Hope 1839. Anomala martini ingår i släktet Anomala och familjen Rutelidae. Inga underarter finns listade i Catalogue of Life.